# توماس بيرك (رجل أعمال)
توماس بيرك (بالإنجليزية: Thomas Burke)‏ هو شخصية أعمال أسترالي، ولد في 30 يونيو 1870، وتوفي في 16 فبراير 1949.